# Palazzo del Capitano del Popolo (Reggio Emilia)
Il Palazzo del Capitano del Popolo è un edificio storico sito in piazza del Monte, nel centro storico di Reggio Emilia.

## Storia
Dopo la morte della Contessa Matilde di Canossa, nel 1115, si costituisce il libero comune di Reggio. I suoi inizi ed i primi sviluppi vedono gravi e sanguinose contese e l'istituzione, nel 1278, di una nuova figura di magistrato: il Capitano del popolo. L'edificio che sorge al centro della città e prende il nome da tale carica è, al tempo stesso, luogo di cultura e di ospitalità. Il potente partito della Società di San Prospero del popolo e delle Arti di Reggio; i Consoli, uno per ogni Arte, promuovono l'elezione del Capitano; deve essere forestiero, avere più di 30 anni, non può portare con sé figlioli, fratelli e nipoti e non può possedere beni nel Comune. La sua carica gode di una prebenda di 300 lire imperiali e dura al massimo sei mesi.
Il Capitano, unitamente al Podestà, tutela la sicurezza della città, tiene i rapporti diplomatici con l'estero e amministra la giustizia. Tra i suoi compiti vi è quello di comandare le milizie (popolari) e di provvedere alla nomina di "uomini buoni e sapienti" per la stesura degli Statuti del Popolo. Partecipa alle riunioni e ai consigli, ma tratta con la massima autonomia gli affari di sua competenza.
Nel 1280 il Comune acquistò due case nelle vicinanze del palazzo ove risiedeva il Podestà (ora Palazzo Del Monte) e, dopo averle demolite, costruì la residenza per il Capitano. I due fabbricati erano adiacenti e collegati con due passaggi aerei. In tal modo venne formato un unico complesso utile anche ai fini difensivi. La carica di Capitano fu abolita nel 1326 quando cessarono definitivamente le libertà comunali e la città cadde sotto il dominio dei Gonzaga. Nel palazzo per molto tempo ebbe sede il Massaro ducale e per pochi anni, nella prima metà del XVI secolo, la zecca locale. Nel 1461, per ospitare degnamente la duchessa Bianca Maria Visconti, sposa di Francesco Sforza, il palazzo venne in parte restaurato. Dal 1461 al 1473 vennero eseguiti altri lavori di ripristino, quando il palazzo divenne la residenza del marchese Sigismondo d'Este, luogotenente della città. Negli anni seguenti l'edificio fu abbandonato. Sotto il porticato verso la piazza si sviluppò il mercato delle biade, delle granaglie e anche quello del pesce.
Il degrado del palazzo preoccupò il Comune che, avendo mezzi molto scarsi, non poté intervenire direttamente e lo affittò ai fratelli Balburelli degli Scaruffi per 6 ducati d'oro all'anno con l'impegno ad eseguire i lavori più urgenti. I Balburelli costruirono alcune botteghe, una stalla per i cavalli, ristrutturarono tutto e ricavarono dall'antico palazzo una "bona et capace hosteria", locanda di notevoli dimensioni che aveva per insegna un cappello di ferro, poi pitturato in rosso. Fu chiamata appunto Osteria del Cappello Rosso.
I collegamenti con il Palazzo del Monte, il cosiddetto portico delle Biade, furono demoliti nel 1915, anno in cui venne affidato a Guido Tirelli il restauro in senso stile neorinascimentale della facciata sud (che dà su piazza del Duomo) e di parte della facciata ovest (già restaurate in senso neoclassicista nel 1829 da Pietro Marchelli).
Con il passare degli anni il palazzo subì numerosi interventi parziali; intonaci e tinteggi cancellarono tutte le tracce interne ed esterne della primitiva ed importante costruzione. Nel 1928 il proprietario Eugenio Terracchini, coadiuvato dal figlio Paolo, decise il restauro globale dell'edificio. Il progetto, presentato dall'architetto Guido Tirelli, prevedeva il completamento in senso neorinascimentale della facciata nord e di metà della facciata ovest, con la costruzione sopra di una faraonica torre eclettica, che sarebbe divenuta la più alta di tutto il centro storico. I segni medievali che riaffiorarono già all'inizio dei lavori erano di grandissimo interesse e promettevano un notevole arricchimento anche per la storia della città. Scattò però la guerra fra le istituzioni: la Soprintendenza, nelle figure di Luigi Corsini e Otello Siliprandi, intendeva fermare i lavori del progetto eclettico di Guido Tirelli; al contrario il Podestà Giuseppe Menada insistette per il proseguimento dei lavori. Le opere si interruppero, fino a quando sulle pagine del locale quotidiano Il Solco Fascista del 28 settembre 1928 non comparve un articolo del ministro della Pubblica Istruzione Giuseppe Belluzzo che, su esortazione di Mussolini, imponeva il proseguimento dei lavori. Sempre sulle pagine del Solco Fascista, il 15 luglio 1931 venne gioiosamente salutato il restauro interpretativo in stile neomedievale dell'Albergo Posta - che gli darà il volto odierno. I lavori si conclusero nel 1931. Sotto le direttive della Sovrintendenza dell'Arte Medioevale e Moderna di Bologna il restauro interno proseguì e terminò nel 1934 con il recupero sia della struttura esterna del Palazzo che del salone principale, la grande sala delle adunanze al secondo piano, cuore della costruzione antica e cuore della vita politica della Reggio Comunale. (cfr. M. Magnani, Guido Tirelli Architetto. Tecnograf, Reggio Emilia, 2001; oppure la tesi di laurea "Antichità più nuove" di Matteo De Benedittis conservata presso la Biblioteca Panizzi di Reggio Emilia, p. 198ss).
Proprio nel salone furono scoperti frammenti di una raffinata decorazione a fresco di gusto orientaleggiante, con colonne sormontate da capitelli con fregio a ornati risalenti al 1300; pregevoli sono, sulla parete di fondo, due pavoni che si abbeverano a una coppa recante al centro lo stemma di Reggio e, sulla parete di destra, un'Annunciazione, ancora bizantineggianti nella composizione. L'ultimo restauro è stato condotto con grande impegno e rispetto. L'impossibilità a volte di reperire documentazione adeguata ha costretto ad una ricostruzione "ad sensum" di alcune parti  dell'edificio con esiti formalmente felici, tanto che il Palazzo così recuperato è entrato stabilmente e positivamente nella memoria della città.

## Gli interni
Sulla parete vicina all'ingresso, con una veste scura e il velo bianco con dorature, è dipinta una Madonna con bambino che risale agli inizi del XV secolo; sulle pareti dell'ingresso si notano frammenti degli stemmi dei Capitani del Popolo, a volte sovrapposti in quanto erano dipinti ogni volta che veniva nominato un nuovo Capitano (in tutto i Capitani sono stati 96).
Nella sala antecedente al salone si trova un pregevole affresco di scuola emiliana del Trecento raffigurante San Gerolamo. Anche l'esterno del Palazzo è decorato con stemmi molto interessanti dei primi capitani e con il sigillo della Società del Popolo e delle Arti di Reggio, che è il punto di partenza della sua storia. Particolarmente leggiadra e bella una bifora finemente decorata sul lato prospiciente la via Emilia.